# .sx
.sx је највиши Интернет домен државних кодова за холандски део територије острва Свети Мартин.